# Принцип Мопертюи
Принцип Мопертюи — принцип, согласно которому консервативная голономная система в классической механике изменяет своё состояние так, чтобы интеграл от корня квадратного её кинетической энергии был минимален на траектории движения. Назван по имени автора — Пьера Мопертюи.

## Формулировка
Рассмотрим консервативную голономную систему с энергией {\displaystyle E} и потенциальной энергией {\displaystyle U}. Тогда изменение её состояния происходит таким образом, чтобы {\displaystyle \int {\sqrt {E-U}}ds=min}.

## Доказательство
Рассмотрим вариацию {\displaystyle \delta \int {\sqrt {E-U}}ds=\int \left\{{\sqrt {E-U}}\delta ds-{\frac {\delta U}{2{\sqrt {E-U}}}}ds\right\}=0}. Воспользуемся равенствами {\displaystyle \delta ds={\frac {dx}{ds}}\delta dx} и {\displaystyle \delta U={\frac {\partial U}{\partial x}}\delta x}. Получим {\displaystyle \int {\sqrt {E-U}}{\frac {dx}{ds}}\delta dx-\int {\frac {\frac {\partial U}{\partial x}}{2{\sqrt {E-U}}}}\delta xds=0}. Интегрируя первое слагаемое по частям, получаем:
{\displaystyle \int _{1}^{2}{\sqrt {E-U}}{\frac {dx}{ds}}\delta dx={\Bigl .}{\sqrt {E-U}}{\frac {dx}{ds}}\delta x{\Bigr |}_{1}^{2}-\int _{1}^{2}{\frac {d}{ds}}\left\{{\sqrt {E-U}}{\frac {dx}{ds}}\right\}\delta xds}. Первый член обращается в нуль вследствие вариаций {\displaystyle \delta x} на концах отрезка интегрирования. Вследствие этого получаем выражение для вариации действия
{\displaystyle \int \left\{{\frac {d}{ds}}\left[{\sqrt {E-U}}{\frac {dx}{ds}}\right]+{\frac {1}{2{\sqrt {E-U}}}}{\frac {\partial U}{\partial x}}\right\}\delta xds=0}
Подынтегральное выражение должно быть равно нулю вследствие произвольности вариации. Получаем {\displaystyle {\frac {d}{ds}}\left[{\sqrt {E-U}}{\frac {dx}{ds}}\right]=-{\frac {1}{2{\sqrt {E-U}}}}{\frac {\partial U}{\partial x}}}. С учётом равенств {\displaystyle V={\sqrt {\frac {2}{m}}}{\sqrt {E-U}}}, {\displaystyle dt={\frac {ds}{V}}={\sqrt {\frac {m}{2}}}{\frac {ds}{\sqrt {E-U}}}} получим правильные уравнения движения {\displaystyle m{\frac {d^{2}x}{dt^{2}}}=-{\frac {\partial U}{\partial x}}}. Этим доказывается справедливость принципа {\displaystyle \int {\sqrt {E-U}}ds=min}.